# قمة بريكس 2024
قمة البريكس 2024 السادسة عشر لمجموعة البريكس عقدت في قازان، روسيا. كانت هذه أول قمة لمجموعة البريكس تضم الأعضاء الجدد مصر وإثيوبيا وإيران والإمارات العربية المتحدة بعد انضمامهم إلى المنظمة في قمة البريكس الخامسة عشرة.

## جدول الأعمال
وكان موضوع الحدث: "تعزيز التعددية من أجل التنمية والأمن العالميين العادلين". قدم أعضاء مجموعة البريكس نظام دفع يسمى بريكس باي مصمم لتسهيل المعاملات وتبادل المعلومات المالية بين البنوك المركزية للدول الشريكة، ليكون بديلًا لنظام سويفت. سوف يسهل هذا النظام التسويات الدولية.
اعتمد إعلان قازان لمجموعة البريكس. وأيدت دول مجموعة البريكس إصلاح الأمم المتحدة ومجلس الأمن والمشاركة الكاملة لدولة فلسطين في الأمم المتحدة، بشرط تحقيق حل الدولتين. وافقت دول مجموعة البريكس على مناقشة وبحث إمكانية إنشاء نظام مستقل للتسوية والإيداع عبر الحدود. وسوف يواصل وزراء مالية دول مجموعة البريكس تقييم استخدام العملات الوطنية وأدوات الدفع والمنصات خلال فترة الرئاسة المقبلة وسوف يقدمون تقارير عن النتائج.
استضافت روسيا جلسة عامة للقمة السادسة عشرة لمجموعة البريكس في 24 أكتوبر بصيغة BRICS Plus/Outreach، والتي جمعت قادة رابطة الدول المستقلة ووفود من دول آسيا وأفريقيا والشرق الأوسط وأمريكا اللاتينية ورؤساء العديد من المنظمات الدولية. أضيفت 13 دولة لتصبح شريكة لمجموعة البريكس: الجزائر وبيلاروسيا وبوليفيا وكوبا وإندونيسيا وكازاخستان وماليزيا ونيجيريا وتايلاند وتركيا وأوغندا وأوزبكستان وفيتنام.

### الاجتماعات الثنائية

#### الصين وروسيا

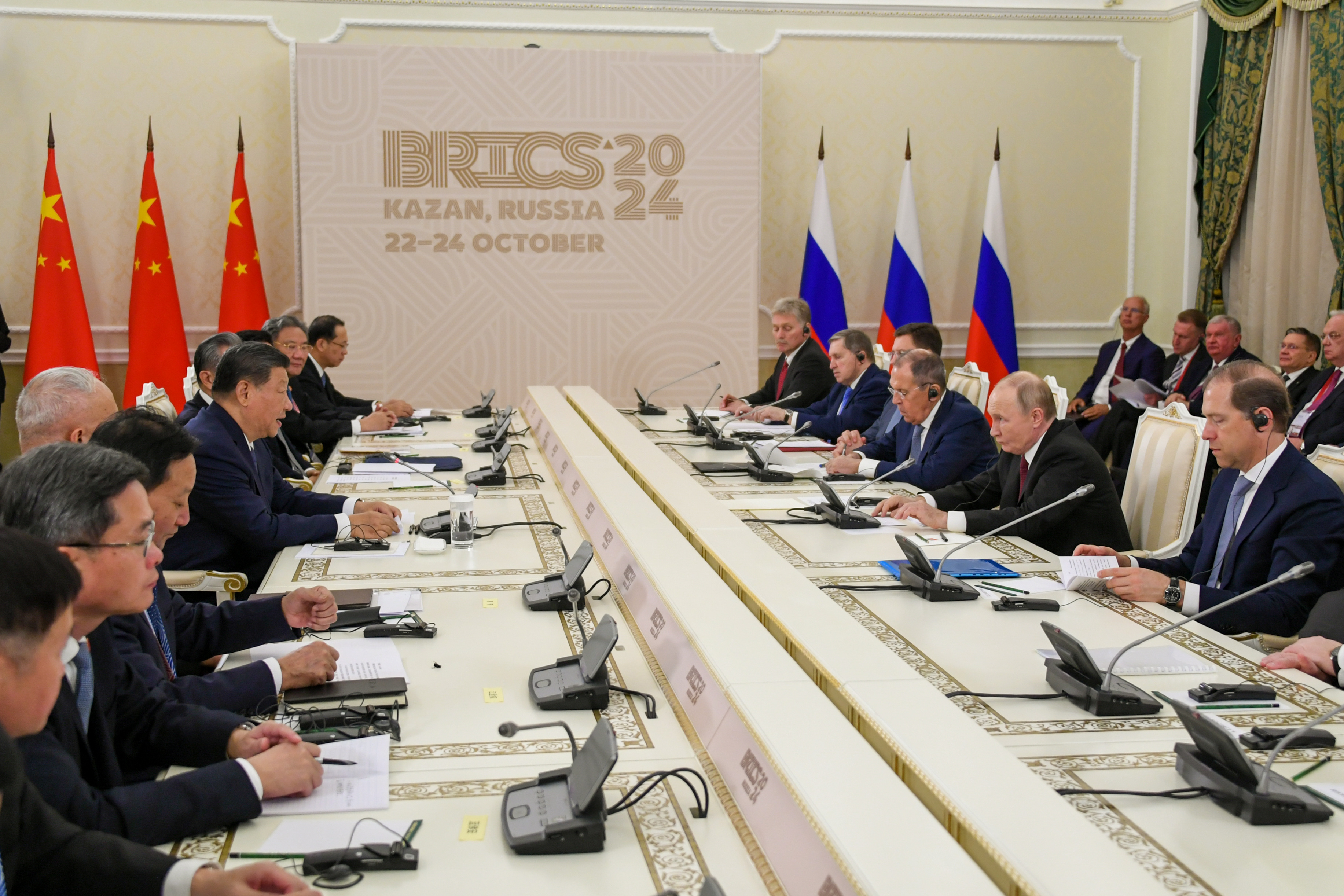
لقاء بين شي جين بينج وفلاديمير بوتن في قمة البريكس 2024

عقد الرئيس الصيني شي جين بينج والرئيس الروسي فلاديمير بوتن اجتماع ثنائي. ووصف الرئيسان العلاقات بين الصين وروسيا بأنها عميقة ولا تتغير في أي وضع جيوسياسي مضطرب، واتفقا على ضرورة الاستمرار في تعزيز التكامل الشامل لمبادرة الحزام والطريق مع الاتحاد الاقتصادي الأوراسي، وبالتالي تسهيل وتعزيز التقدم عالي الجودة لاقتصاداتهما. واتفق الطرفان على أنه في ضوء الذكرى الثمانين لتأسيس الأمم المتحدة والذكرى الثمانين للانتصار في الحرب العالمية الثانية في عام 2025، ستواصل الصين والاتحاد الروسي تعزيز تعاونهما الاستراتيجي الشامل والحفاظ على النظام الدولي الذي يتمحور حول الأمم المتحدة.
أعربت روسيا عن اهتمامها بحلول دفع دولية بديلة بين دول مجموعة البريكس لتجنب العقوبات الثانوية الأمريكية.

#### الهند والصين

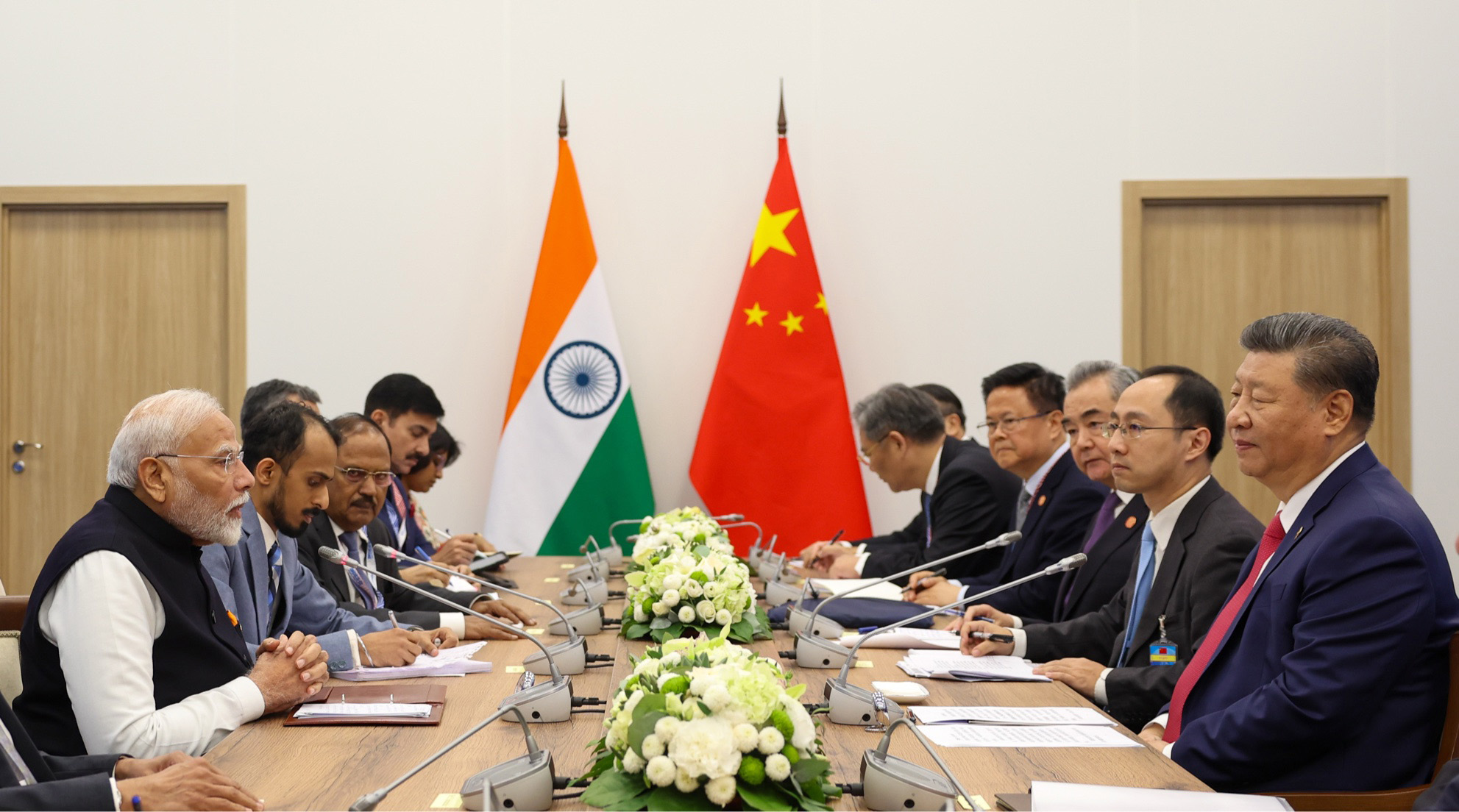
رئيس الوزراء ناريندرا مودي يلتقي بالرئيس شي جين بينج في قمة البريكس السادسة عشرة

عقد رئيس الوزراء الهندي ناريندرا مودي والرئيس الصيني شي جين بينج أول اجتماع رسمي لهما منذ خمس سنوات منذ المناوشات الحدودية جيشي البلدين عام 2020. أعلن الزعماء أنهم توصلوا إلى اتفاق لحل المواجهة المستمرة منذ أربع سنوات، يليه انسحاب كامل للقوات. وأكد الرئيس شي على أهمية الحضارتين القديمتين في الجنوب العالمي، مشيرا إلى أن العلاقات بين الهند والصين سوف تشكل مثالا للدول الناشئة الأخرى.
صرح مودي أن الحفاظ على التنمية المستقرة للعلاقات الهندية الصينية أمر بالغ الأهمية لكلا البلدين وشعبيهما، لأنه يؤثر على رفاهية ومستقبل 2.8 مليار فرد كما أنه مهم للسلام والاستقرار الإقليمي والعالمي. وتعتبر الصين والهند هذا الاجتماع بناءً ومهمًا فاتفقتا على التعامل مع العلاقات الصينية الهندية من منظور استراتيجي وطويل الأمد لمنع القضايا الفردية من التأثير على العلاقة الشاملة بين البلدين.

#### الهند وإيران

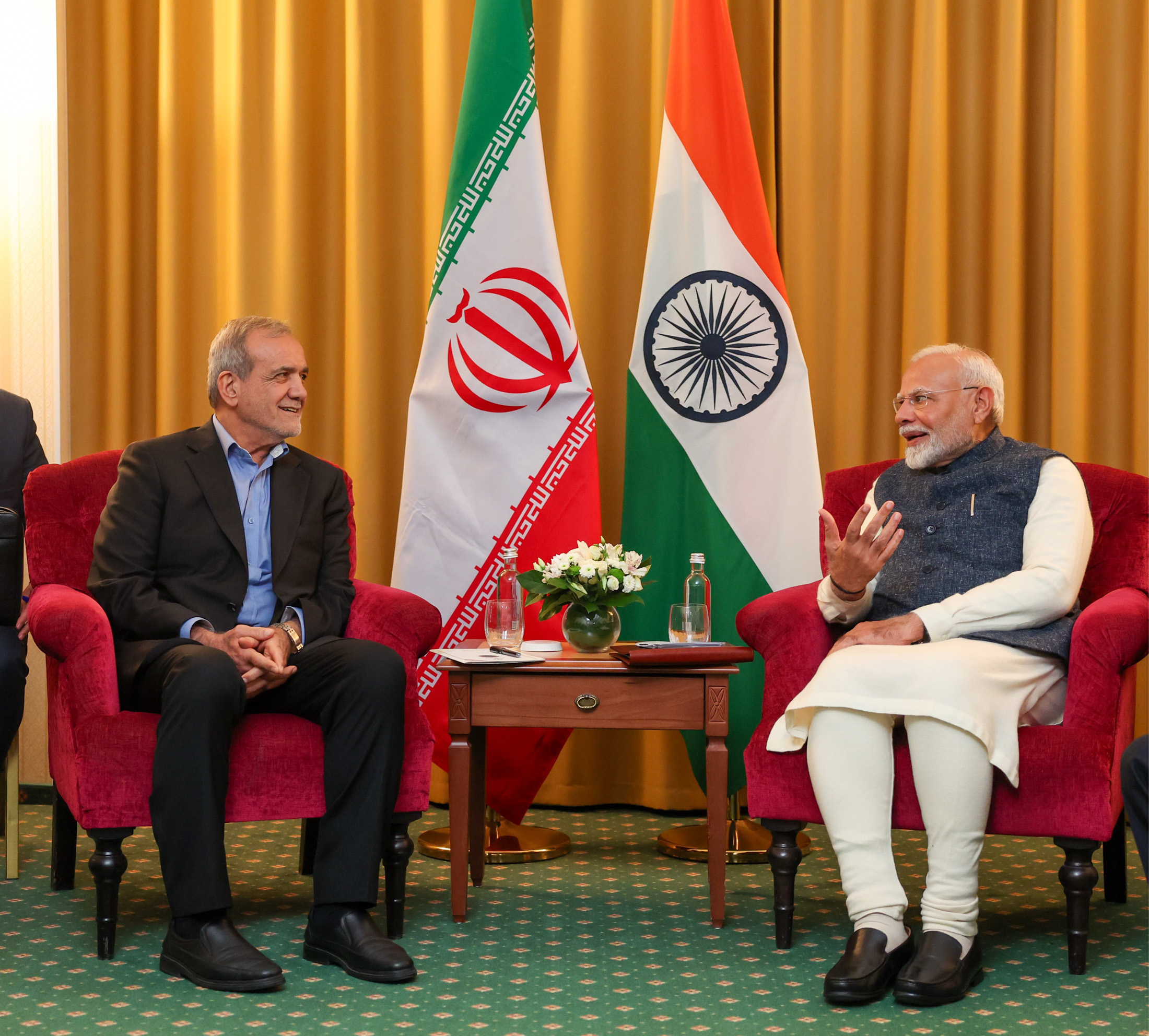
مسعود بزشكيان يلتقي مودي خلال قمة البريكس

عقد رئيس الوزراء الهندي ناريندرا مودي والرئيس الإيراني مسعود بيزشكيان اجتماعات ثنائية لمناقشة استمرار تشغيل ميناء تشابهار وممر النقل الدولي من الشمال إلى الجنوب وإعادة إعمار أفغانستان والروابط الاقتصادية والتجارية مع آسيا الوسطى والحد من الصراع الإسرائيلي الفلسطيني. قبٍل الرئيس بزشكيان الدعوة لزيارة الهند.

#### روسيا وجنوب افريقيا
عقد رئيس جنوب أفريقيا سيريل رامافوزا اجتماع ثنائي مع الرئيس الروسي فلاديمير بوتين، وصف فيه روسيا بأنها دولة حليفة لوقوفها ضد فترة الفصل العنصري.

## القادة المشاركون
شخصيا
- روسيا
 فلاديمير بوتن، الرئيس (المضيف)[26]
- الهند
 ناريندرا مودي، رئيس الوزراء[27]
- الصين
 شي جين بينغ، الرئيس [ا][28][29][30]
- جنوب إفريقيا
 سيريل رامافوزا، الرئيس[31]
- مصر
عبد الفتاح السيسي، رئيس[32][33]
- إثيوبيا
 أبي أحمد رئيس الوزراء[34][35]
- إيران
 مسعود بيزشكيان، الرئيس[33]
- الإمارات العربية المتحدة
 محمد بن زايد آل نهيان رئيس الدولة[36]

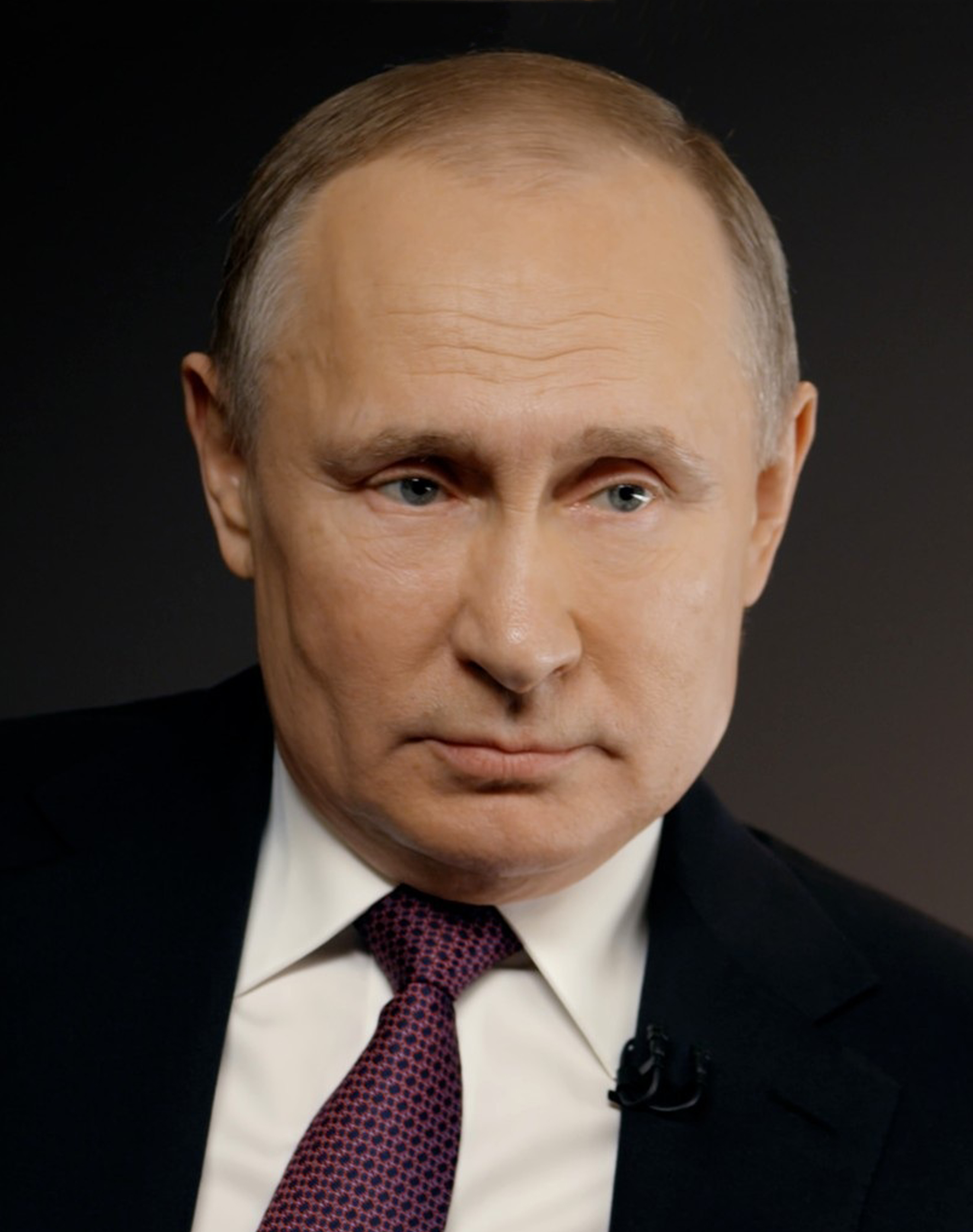
' فلاديمير بوتن، الرئيس (المضيف)
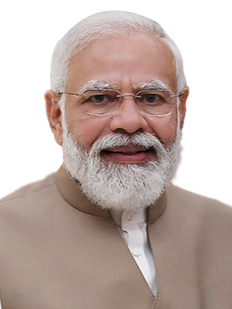
' ناريندرا مودي، رئيس الوزراء
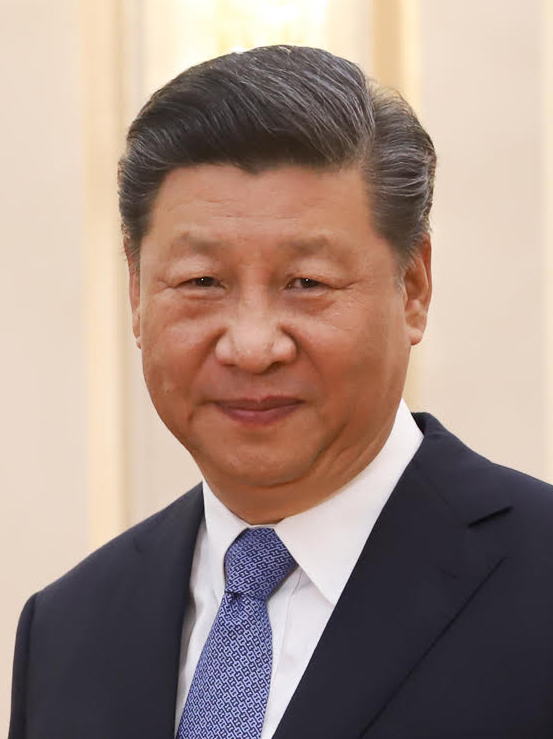
' شي جين بينغ، الرئيس
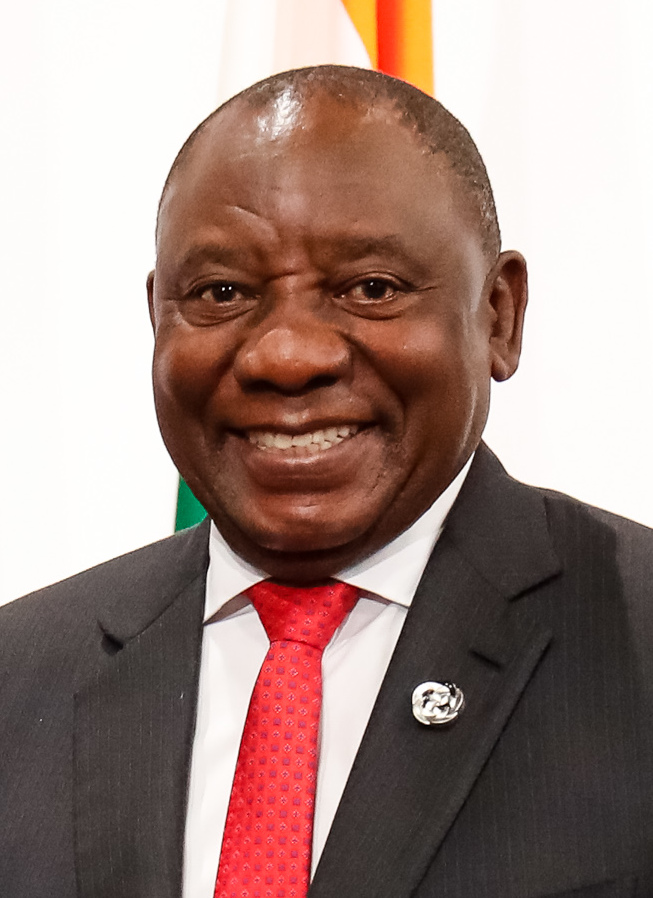
' سيريل رامافوزا، الرئيس
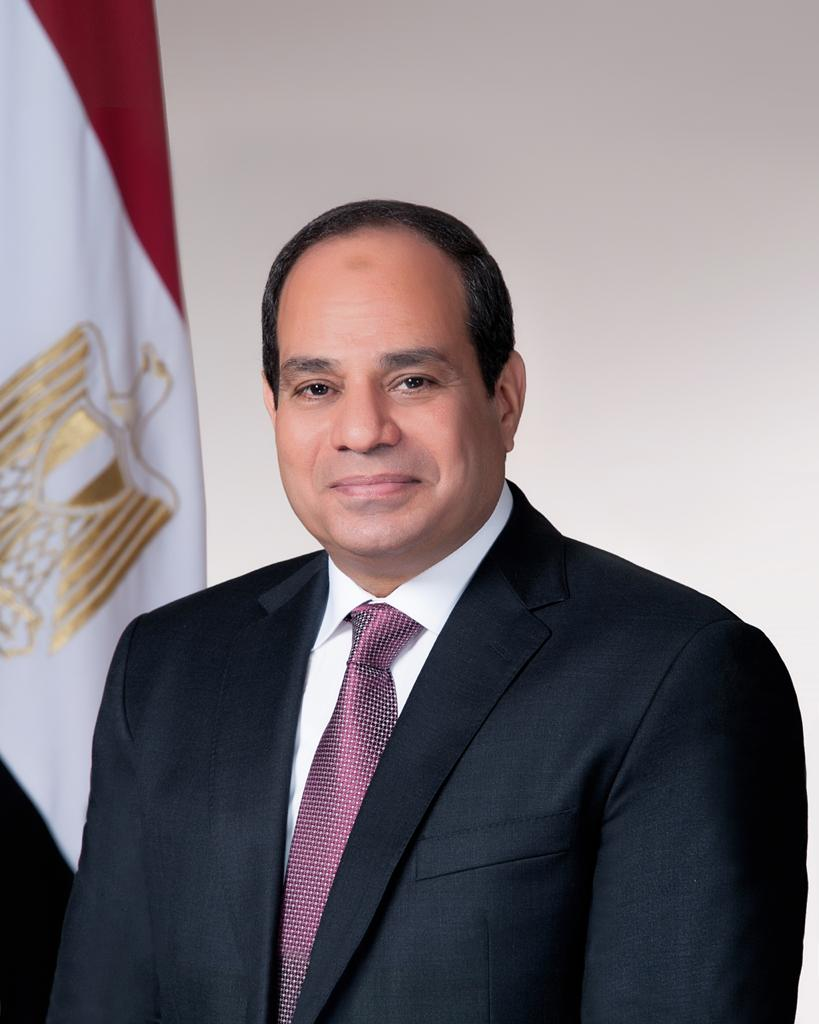
' عبد الفتاح السيسي، رئيس
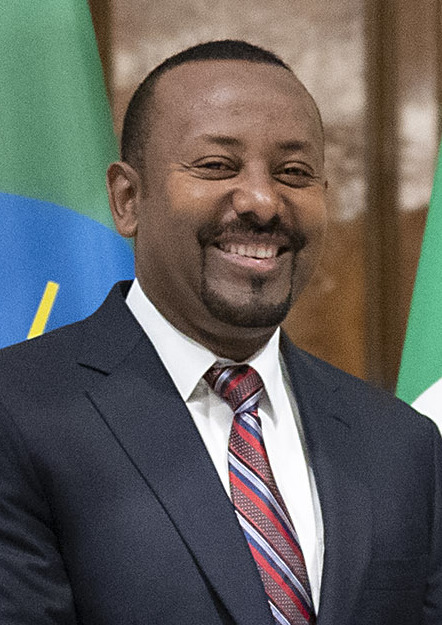
' أبي أحمد رئيس الوزراء
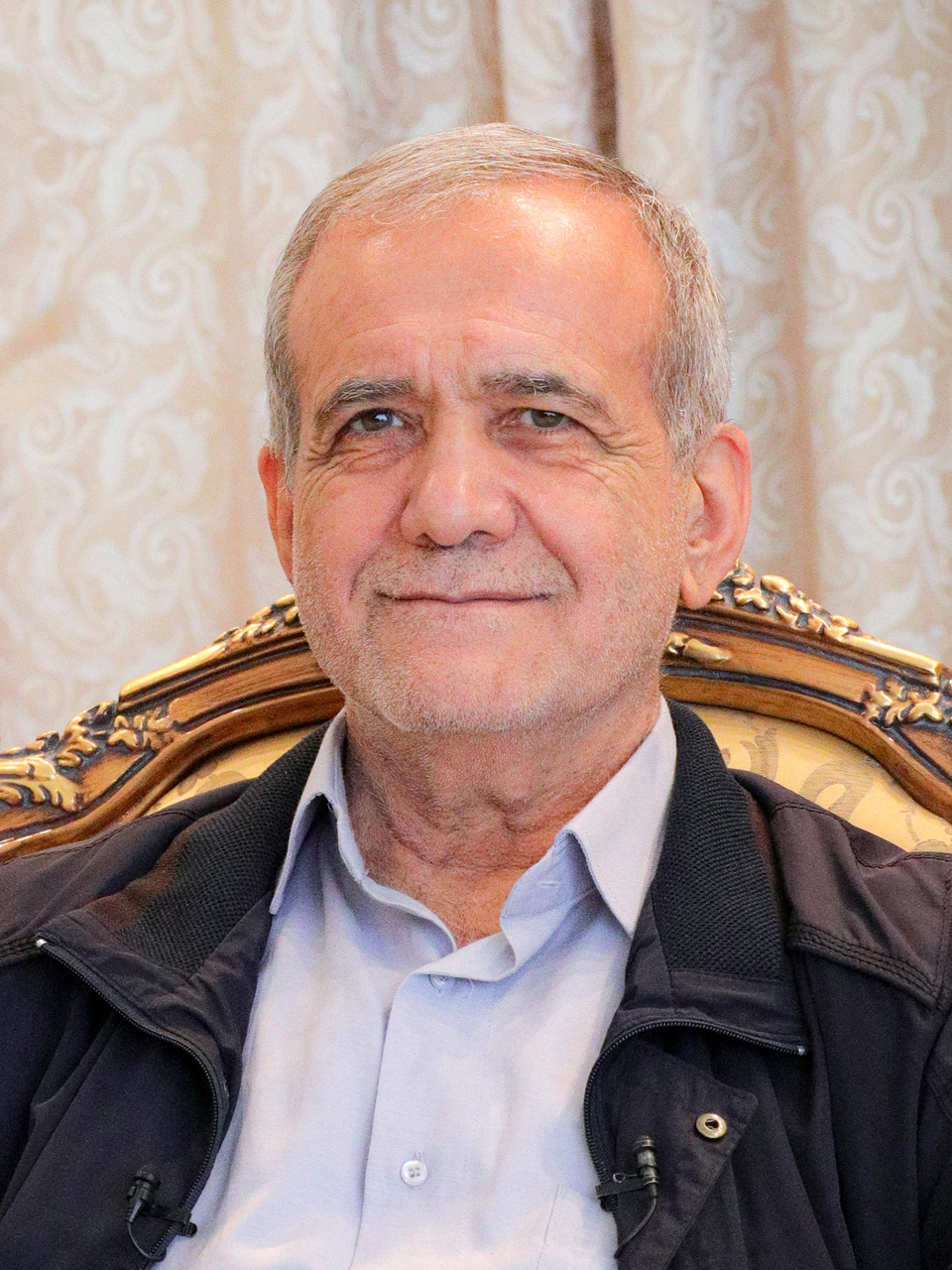
' مسعود بيزشكيان، الرئيس
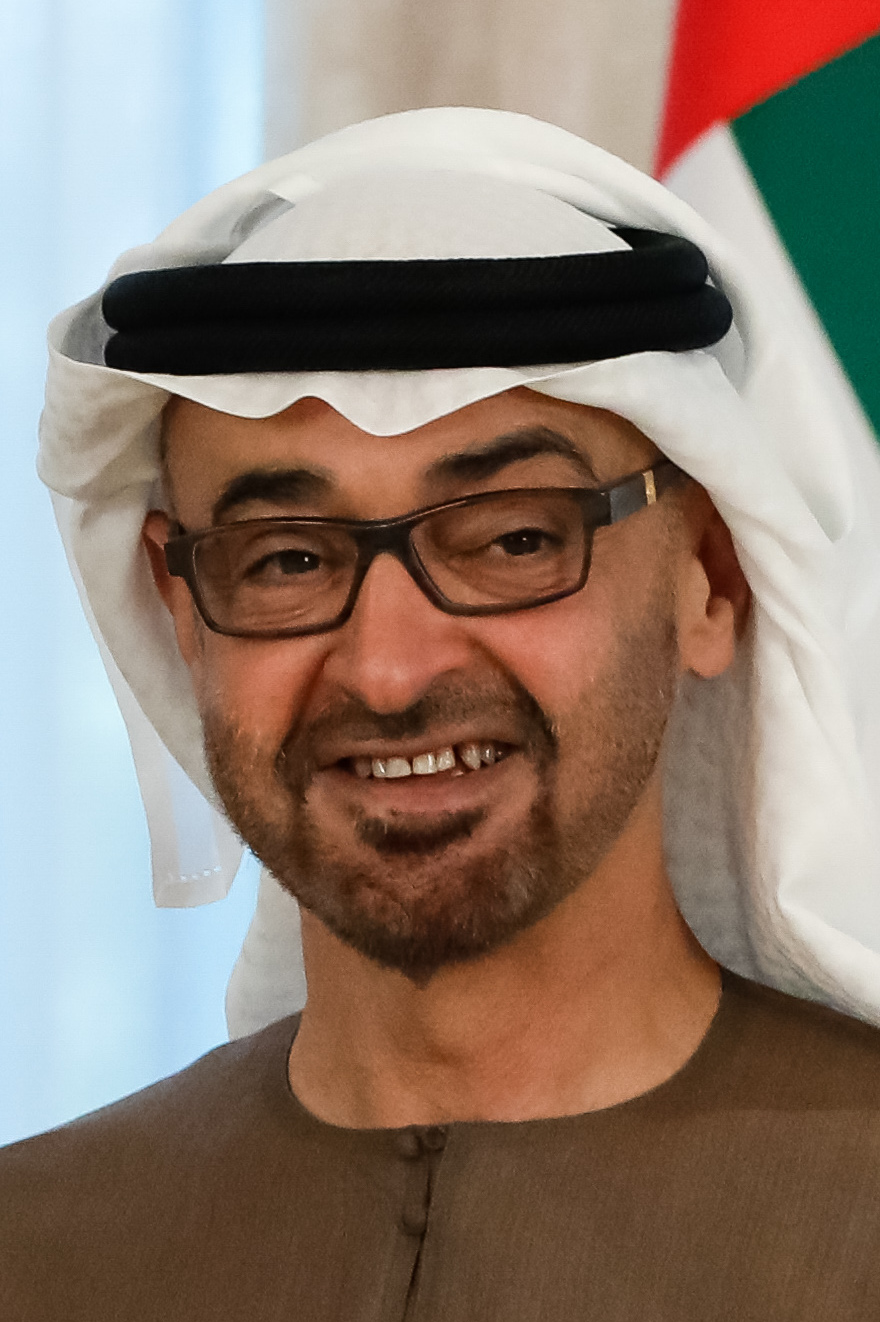
' محمد بن زايد آل نهيان رئيس الدولة

فضّل رئيس الوزراء الهندي مودي ورئيس جنوب أفريقيا رامافوزا حضور قمة بريكس على اجتماع رؤساء حكومات الكومنولث لعام 2024، الذي انعقد في الأسبوع ذاته بساموا. وأشارت صحيفة الإندبندنت إلى أن هذا يعد دلالة على أن الدولتين تعطيان أهمية أكبر للعلاقات مع الصين وروسيا على حساب التركيز على النقاط الجاذبة في اجتماعات الكومنولث.
مشارك عبر الإنترنت

أعلن لولا دا سيلفا أنه لن يحضر شخصيًا قبل يومين من بدء القمة. بسبب معانته من نزيف بسيط في المخ بعد السقوط. لكنه أعلن أنه سيشارك عبر مؤتمر عبر الفيديو. وسوف يتولى وزير الخارجية ماورو فييرا رئاسة الوفد البرازيلي بدلاً من دا سيلفا.

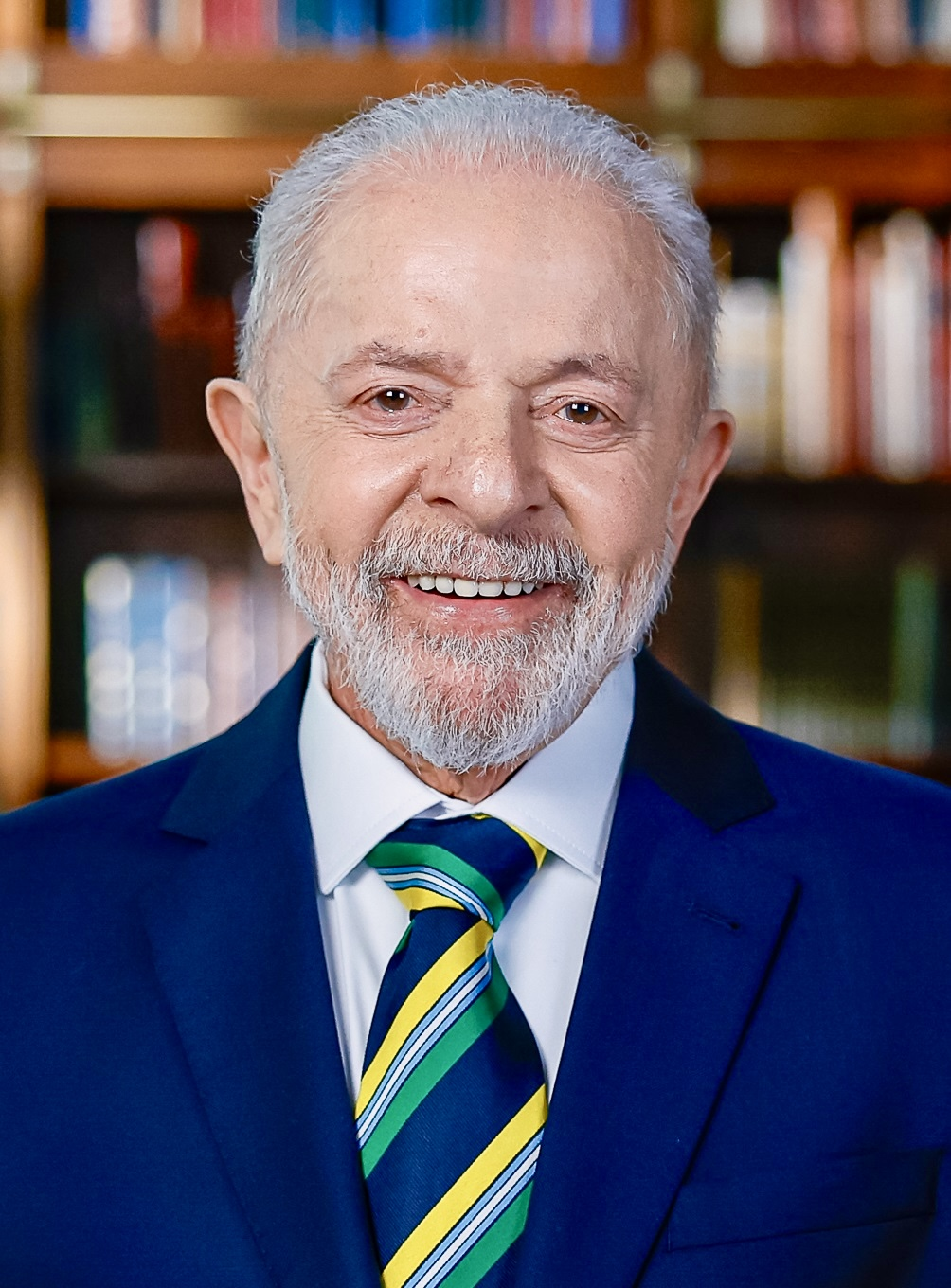
البرازيل لويز إيناسيو لولا دا سيلفا، الرئيس

## استضافة الضيوف المدعوين

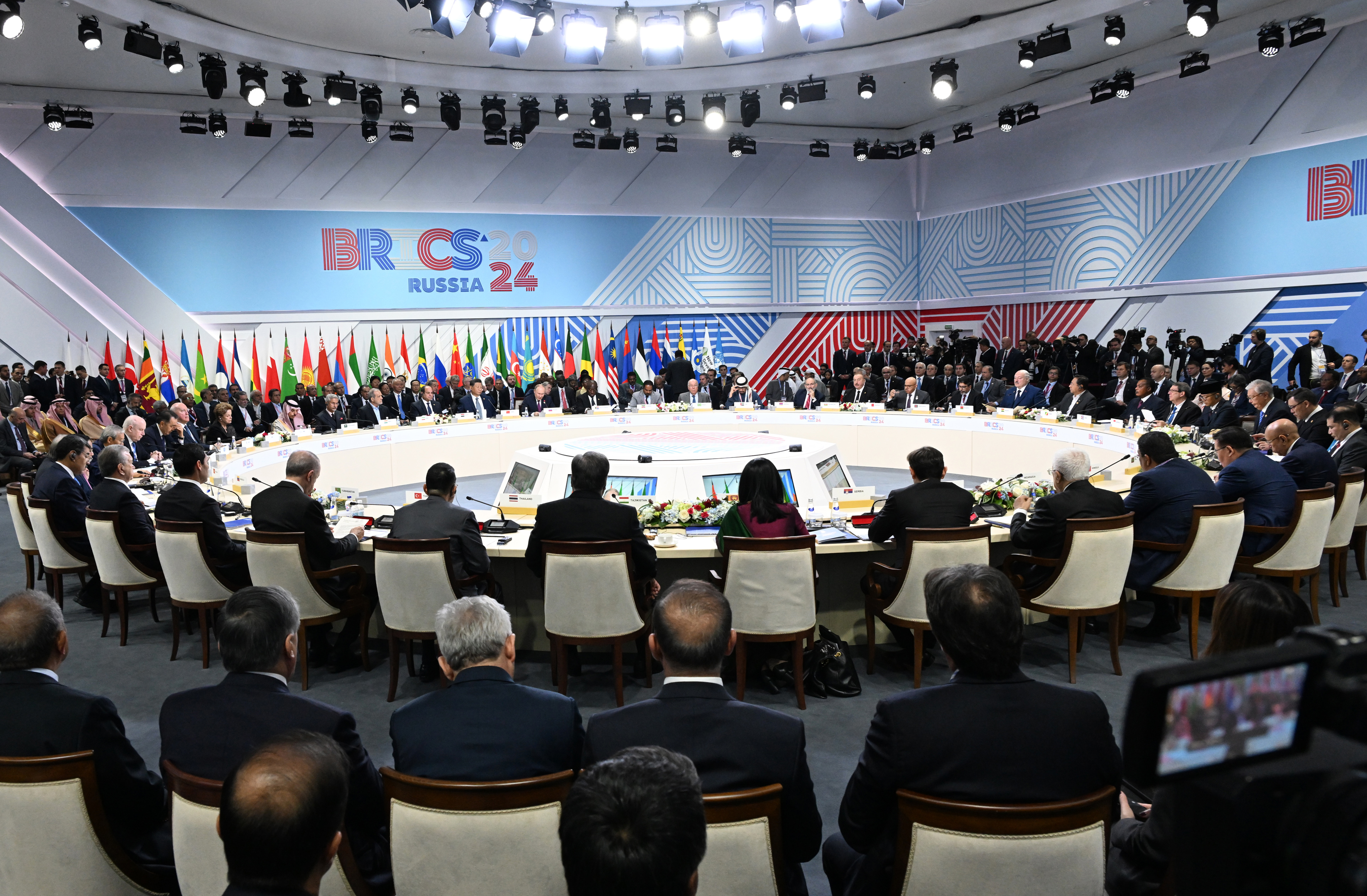
الجلسة العامة لقمة البريكس

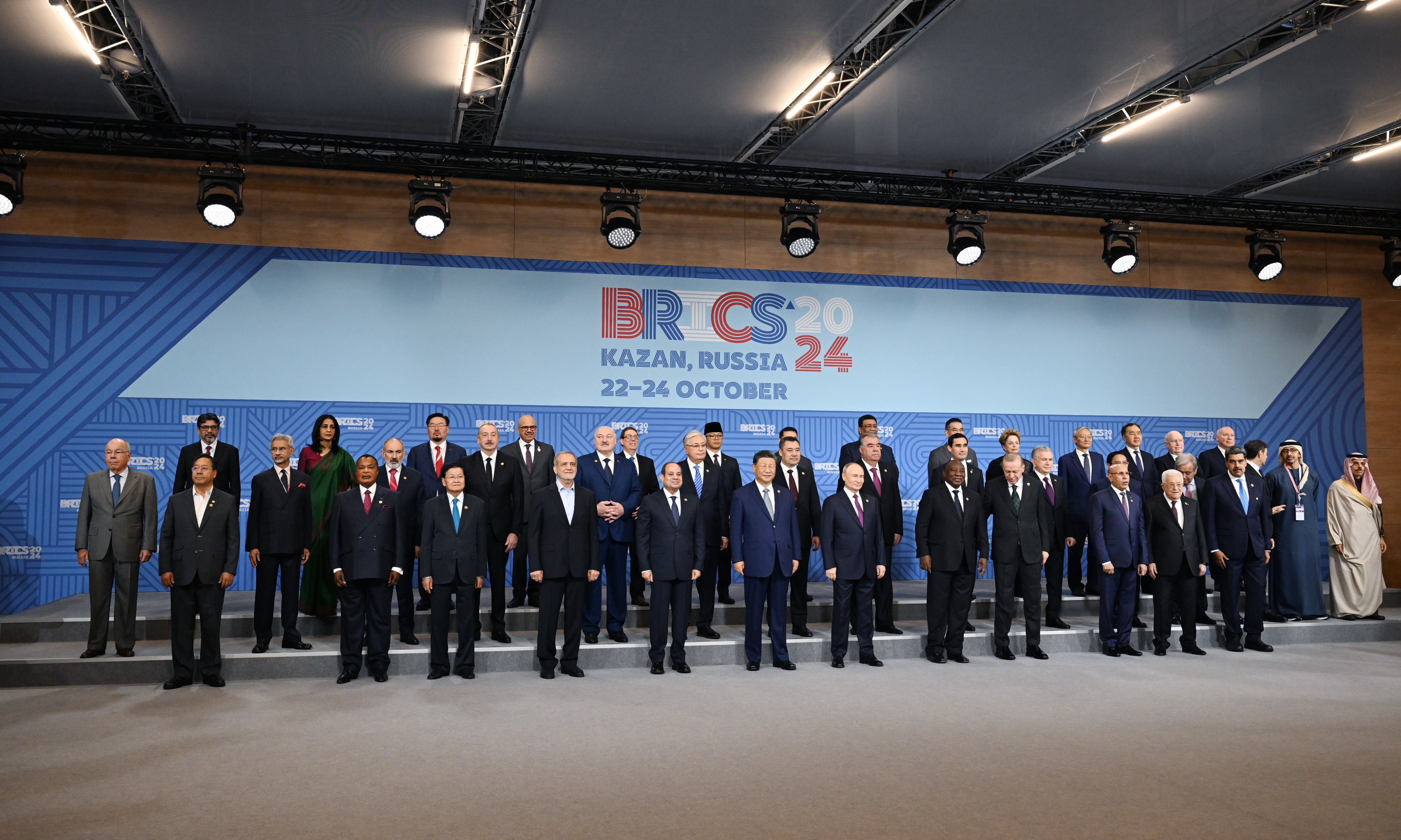
رؤساء الوفود المشاركين في قمة البريكس في قازان يلتقطون الصور

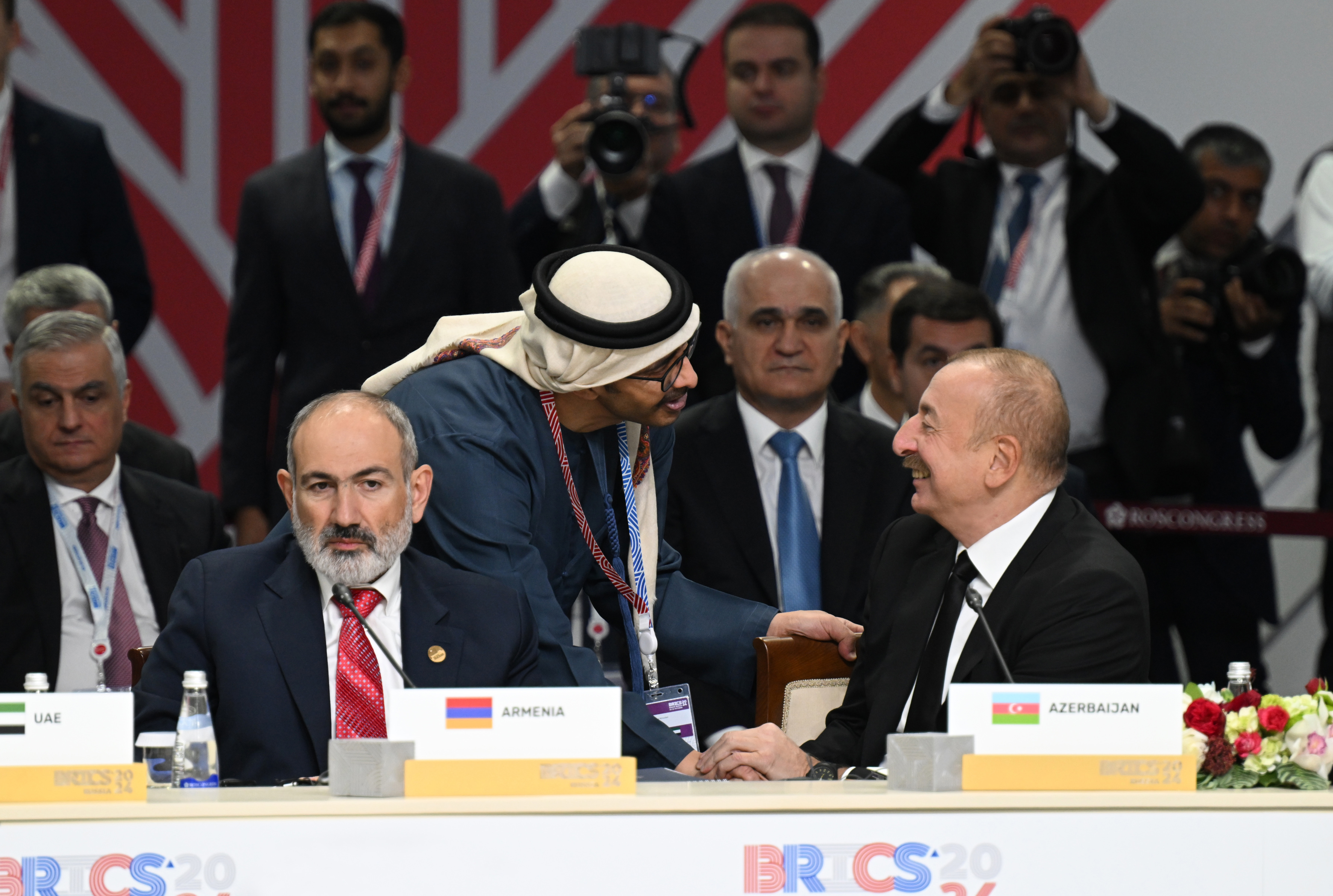
رئيس الوزراء الأرميني نيكول باشينيان، والرئيس الأذربيجاني إلهام علييف، ورئيس الإمارات العربية المتحدة محمد بن زايد آل نهيان

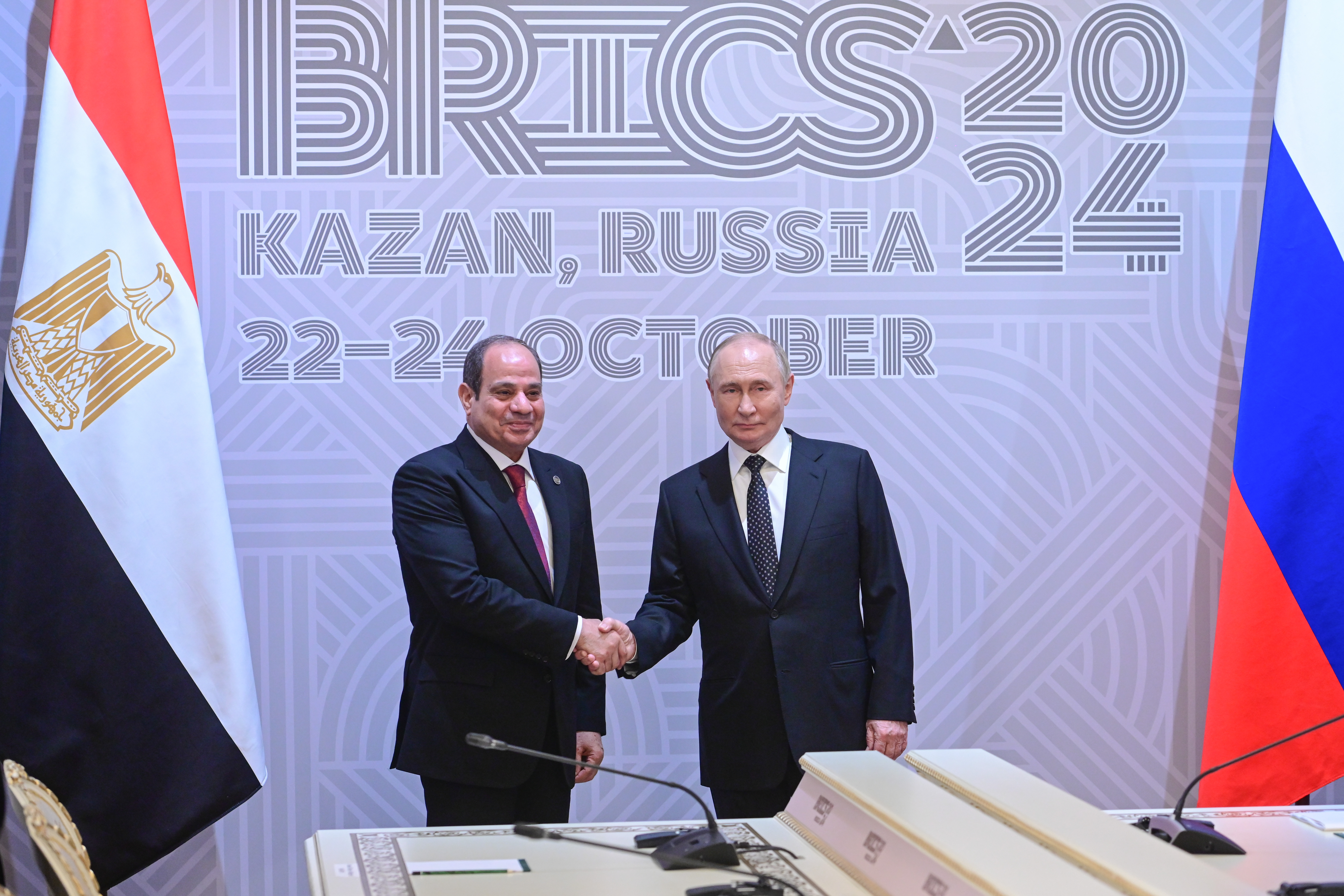
فلاديمير بوتين يلتقي الرئيس المصري عبد الفتاح السيسي

دُعي الرئيس الكوبي ميغيل دياز كانيل لحضور القمة لكنه بقي في كوبا بسبب انقطاع الكهرباء في كوبا عام 2024. لم يتمكن الرئيس الصربي ألكسندر فوسيتش من الحضور بسبب زيارة متضاربة لممثلي الاتحاد الأوروبي إلى صربيا. أرسلت كل من كوبا وصربيا ممثلين إلى القمة بدلاً من رئيسي دولتيهما.

### الحضور الآخرين
| الدولة                                  | المنصب                | الحصور                            | المصدر |
| --------------------------------------- | --------------------- | --------------------------------- | ------ |
| أفغانستان                               | وزير التجارة والصناعة | Nooruddin Azizi                   | [ 40 ] |
| أرمينيا                                 | الرئيس                | نيكول باشينيان                    | [ 41 ] |
| أذربيجان                                | الرئيس                | إلهام علييف                       | [ 42 ] |
| البحرين                                 | وزير الخارجية         | عبد اللطيف بن راشد الزياني        | [ 43 ] |
| بنغلاديش                                | وزير الخارجية         | Md. Jashim Uddin                  | [ 44 ] |
| بيلاروس                                 | الرئيس                | ألكسندر لوكاشينكو                 | [ 42 ] |
| بوليفيا                                 | الرئيس                | لويس آرسي                         | [ 42 ] |
| الكونغو                                 | الرئيس                | ديني ساسو نغيسو                   | [ 45 ] |
| كوبا                                    | وزير الخارجية ‏        | برونو رودريغيز بارييا             | [ 46 ] |
| إندونيسيا                               | وزير الخارجية         | Sugiono                           | [ 47 ] |
| كازاخستان                               | الرئيس                | قاسم جومارت توقاييف               | [ 48 ] |
| قرغيزستان                               | الرئيس                | صدير جاباروف                      | [ 49 ] |
| لاوس                                    | الرئيس                | ثونجلون سيسوليث                   | [ 50 ] |
| ماليزيا                                 | وزير المالية          | Rafizi Ramli                      | [ 51 ] |
| موريتانيا                               | الرئيس                | محمد ولد الغزواني                 | [ 52 ] |
| منغوليا                                 | رئيس الإدارة الرئاسية | غومبوجاف زاندانشاتار              | [ 53 ] |
| نيكاراغوا                               | وزير الخارجية         | فالدراك جانتشكي                   | [ 54 ] |
| فلسطين                                  | الرئيس                | محمود عباس                        | [ 55 ] |
| السعودية                                | وزير الخارجية         | فيصل بن فرحان بن عبد الله آل سعود | [ 56 ] |
| صربيا                                   | نائب رئيس الوزراء ‏    | Aleksandar Vulin                  | [ 57 ] |
| سريلانكا                                | وزير الخارجية         | Aruni Wijewardane                 | [ 58 ] |
| جمهورية صرب البوسنة · (البوسنة والهرسك) | الرئيس ‏               | ميلوراد دوديك                     | [ 59 ] |
| طاجيكستان                               | الرئيس                | إمام علي رحمن                     | [ 60 ] |
| تايلاند                                 | وزير الخارجية         | ماريس سانجيامبونجسا ‏              | [ 61 ] |
| تركيا                                   | الرئيس                | رجب طيب أردوغان                   | [ 62 ] |
| تركمانستان                              | الرئيس                | سردار بردي محمدوف                 | [ 63 ] |
| فنزويلا                                 | الرئيس                | نيكولاس مادورو                    | [ 64 ] |
| فيتنام                                  | وزير الخارجية         | فام مينه تشين                     | [ 65 ] |
| الأمم المتحدة                           | الأمين العام          | أنطونيو غوتيريش                   | [ 66 ] |
| أوزبكستان                               | الرئيس                | شوكت ميرضيايف                     | [ 67 ] |

## الجدل

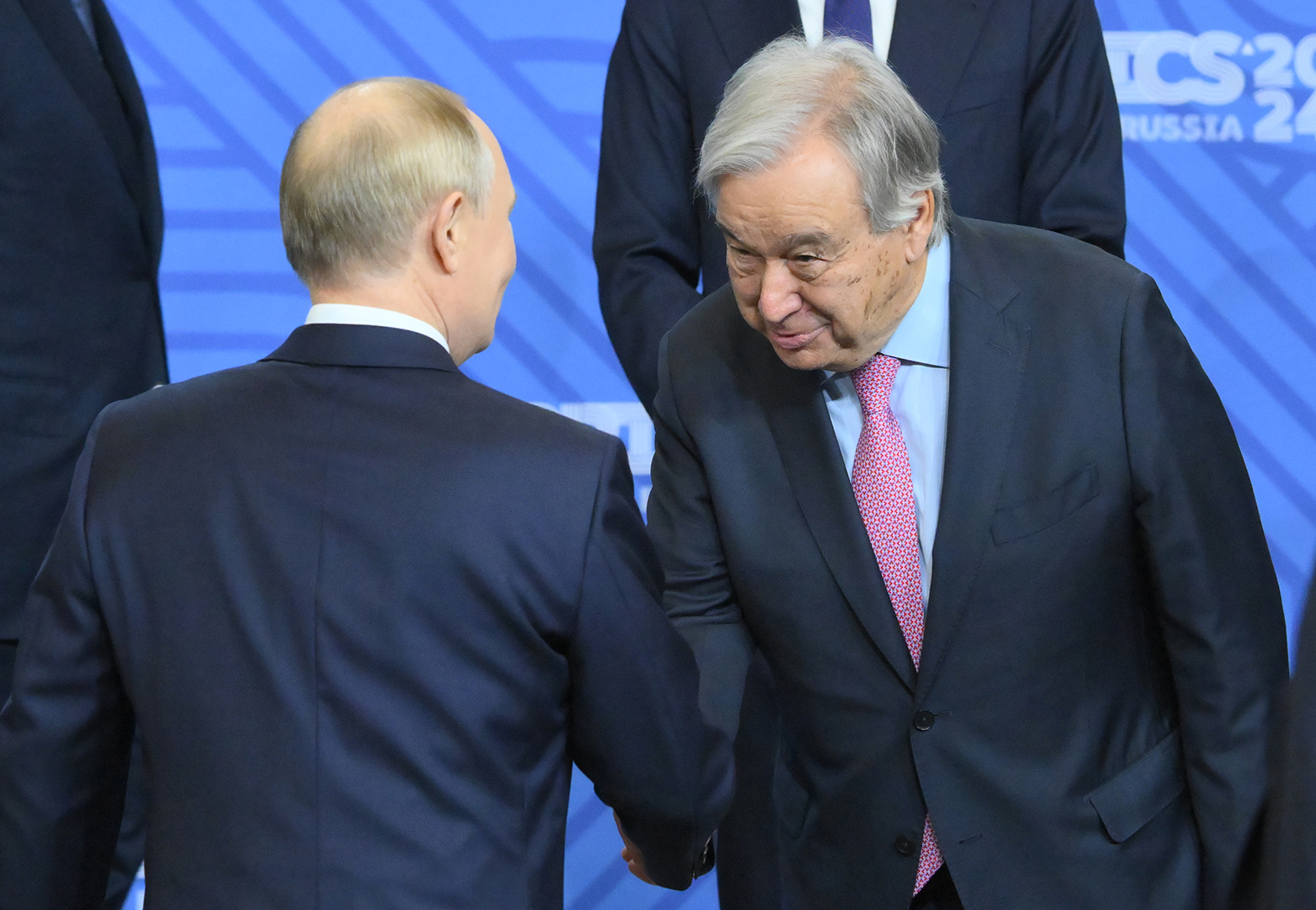
الرئيس الروسي فلاديمير بوتين والأمين العام للأمم المتحدة أنطونيو غوتيريش

أثارت القمة جدلاً واسعاً، لا سيما حول لقاء الأمين العام للأمم المتحدة أنطونيو غوتيريش بالرئيس الروسي فلاديمير بوتين. ويجادل النقاد، ومنهم عالم السياسة ألكسندر ج. موتيل في مقاله المنشور في صحيفة ذا هيل، بأن التفاعل الودي بين غوتيريش وبوتين، الذي اتهمته المحكمة الجنائية الدولية بارتكاب جرائم حرب، يُقوّض السلطة الأخلاقية للأمم المتحدة. ويزعم موتيل وآخرون أن تصرفات غوتيريش تُؤيد ضمناً عدوان بوتين في أوكرانيا، مما يُضعف مصداقية الأمم المتحدة ومكانتها في مجال العدالة العالمية.
يردد الصحفي الأوكراني إيغور بيترينكو هذا الشعور، حيث أدان غوتيريش لفشله في تحدي خطاب بوتين الرافض بشأن الحرب. في المقابل، يدافع باحثون مثل بهاء الدين فويزي عن مشاركة غوتيريش مع القادة المثيرين للجدل باعتبارها ضرورية للحفاظ على القنوات الدبلوماسية وتعزيز السلام. ويشير فويزي إلى أن استبعاد روسيا من المناقشات الدولية قد يعيق جهود السلام الأوسع للأمم المتحدة. في غضون ذلك، انتقد القادة الليتوانيون، بمن فيهم رئيسة الوزراء إنغريدا شيمونيتي ووزير الخارجية غابرييليوس لاندسبيرجيس، غوتيريش بسبب التناقض الأخلاقي الملحوظ، مشيرين إلى حضوره قمة البريكس مع بوتين والرئيس البيلاروسي لوكاشينكو على الرغم من عدم حضوره قمة السلام التي ركزت على أوكرانيا في سويسرا في وقت سابق. وجادلوا بأن هذا يضر بمصداقية غوتيريش كوسيط محايد. يسلط هذا النقاش الضوء على التوازن المعقد بين القيادة الأخلاقية والدبلوماسية البراغماتية في مشهد عالمي منقسم.

## انظر ايضا
القمة الروسية الإفريقية 2023

## الملاحظات
1. ↑  رئيس حكومة الصين هو رئيس الوزراء، في حين أن الرئيس من الناحية القانونية هو رئيس ضرفي ولا يتمتع بسلطة حقيقية في النظام السياسي في الصين. لكن يعتبر الأمين العام للحزب الشيوعي الصيني المنصب الأعلى في الدولة والزعيم الأعلى الحالي هو شي جين بينغ.
2. ↑  بعد مصافحة غوتيريش الحارة لفلاديمير بوتين خلال قمة البريكس في 24 أكتوبر/تشرين الأول 2024 في قازان، رفض فولوديمير زيلينسكي لقاء غوتيريش في كييف، وأصدرت وزارة الخارجية الأوكرانية بيانًا جاء فيه: "هذا خيار خاطئ لا يخدم قضية السلام، بل يضر بسمعة الأمم المتحدة". وأضافت الوزارة: "رفض الأمين العام للأمم المتحدة دعوة أوكرانيا لحضور القمة العالمية الأولى للسلام في سويسرا، لكنه قبل دعوة بوتين لحضور قازان". بوتين هارب منذ 17 مارس 2023 عندما أصدرت المحكمة الجنائية الدولية (ICC) مذكرة اعتقال في أعقاب تحقيق في جرائم حرب وجرائم ضد الإنسانية وإبادة جماعية ارتكبها بوتن خلال الحرب الروسية الأوكرانية.[72][73][74]